# ビーキーパー (映画)
『ビーキーパー』（原題: The Beekeeper）は、2024年製作のアメリカ合衆国のアクション映画。
カート・ウィマーが脚本を執筆し、デヴィッド・エアーが監督を務めた。ジェイソン・ステイサムが主役を演じ、エミー・レイヴァー＝ランプマン、ジョシュ・ハッチャーソン、ボビー・ナデリ、フィリシア・ラシャド、ジェマ・レッドグレイヴ、ジェレミー・アイアンズらが出演する。
『ビーキーパー』は、メトロ・ゴールドウィン・メイヤー・ピクチャーズのレーベルのもと、Amazon MGMスタジオによって2024年1月12日にアメリカ合衆国で公開された。評価はおおむね好意的で、4000万ドルの製作費に対し、全世界で1億6260万ドルの興行収入を記録した。ステイサムが同役を再び演じ、ティモ・ジャヤントが監督を務める続編を開発している。

## あらすじ
アメリカの片田舎に住む養蜂家のアダム・クレイは「ビーキーパー」と呼ばれる秘密組織の元工作員。彼の恩人でもある老婦人がフィッシング詐欺に遭って自殺。クレイは「ビーキーパー」の助けを借り詐欺組織への復讐へ動き出す。

## キャスト
※括弧内は日本語吹替。
アダム・クレイ
演 - ジェイソン・ステイサム（山路和弘）
養蜂家。秘密組織「ビーキーパー」の元工作員。
ヴェローナ・パーカー
演 -  エミー・レイヴァー＝ランプマン（白石涼子）
FBI捜査官。エロイーズの娘。
デレク・ダンフォース
演 - ジョシュ・ハッチャーソン（宮瀬尚也)
「ダンフォース・エンタープライズ」のCEO。裏で複数の詐欺組織を統括する。
マット・ワイリー
演 - ボビー・ナデリ（三上哲）
FBI捜査官。ヴェローナの相棒。
ウォレス・ウエストワイルド
演 - ジェレミー・アイアンズ（木下浩之）
元CIA長官で「ダンフォース・エンタープライズ」の警備主任。
ミッキー・ガーネット
演 - デヴィッド・ウィッツ（西村健志）
ダンフォース傘下の詐欺組織「ユナイテッド・データ・グループ（UDG）」のリーダー。エロイーズを騙し、彼女の全財産を盗み取る。
ペティス
演 - ミヒャエル・エップ
ウォレスが雇っている私兵部隊のリーダー。元米軍特殊部隊。
ラザルス
演 - テイラー・ジェームズ（黒澤剛史）
ウォレスが雇う南アフリカ人の傭兵。過去に「ビーキーパー」を殺害したが、その際に片足が義足となった。
エロイーズ・パーカー
演 - フィリシア・ラシャド（おまたかな）
クレイの隣人でヴェローナの母。元教師で慈善団体の理事だが、詐欺によって自身の財産と管理していた団体の資金を全て奪われ、それを苦に自殺する。
ジェシカ・ダンフォース
演 - ジェマ・レッドグレイヴ（濱口綾乃）
アメリカ合衆国大統領。デレクの母でウォレスの雇い主。
ジャネット・ハワード
演 - ミニー・ドライヴァー（矢尾幸子）
現CIA長官。ウォレスに事態の収拾を依頼される。
ジャクソン・プリッグ
演 - ドン・ジレ（岡田雄樹）
FBI副長官。
リコ・アンサローネ
演 - エンゾ・シレンティ（阿部竜一）
ダンフォース傘下の各詐欺組織に指示を与える「ナインスター・ユナイテッド」のボス。
アニセット・ランドレス
演 - メーガン・レイ（ゆりやんレトリィバァ）
「ビーキーパー」の工作員でクレイの後任。クレイの始末を依頼される。

## 製作
2022年9月にイギリスで主要撮影が始まった。同年10月、ステイサムはタイリンガムのタイリンガム・ホールでのシーン撮影に参加した。その後、撮影は同年12月にクランクアップを迎えた。

## 公開
本作は、アメリカ合衆国および一部の海外地域ではAmazon MGMスタジオ・ディストリビューションが配給を担当し、イギリスではスカイ・シネマが配給している。

## その他
JC3とコラボし、全国にポスター掲示を実施した。